# Endoenzyme
Une endoenzyme, ou enzyme intracellulaire, est une enzyme qui fonctionne dans le milieu intracellulaire au sein de laquelle elle est produite. Parce que la majorité des enzymes se retrouvent dans cette catégorie, ce terme est utilisé principalement pour différencier une enzyme spécifique d'une exoenzyme. Il est possible pour une même enzyme d'avoir à la fois une fonction endoenzymatique et exoenzymatique.